# 黎家松
黎家松（1961年10月—），男，壯族，雲南富寧人，畢業於雲南省財經學校，大學學歷。1981年8月參加工作，1987年6月加入中國共產黨。

## 生平
曾任馬關縣長、馬關縣委書記、文山州委常委、文山縣（市）委書記，2014年7月成為文山州委副書記，2016年3月出任文山州政協黨組書記、主席。
2020年6月1日，雲南省紀委監委宣布黎家松涉嫌嚴重違紀違法，已投案自首，正在接受紀律審查和監察調查。